# Hatitia yhuaia
Hatitia yhuaia là một loài nhện trong họ Anyphaenidae.
Loài này thuộc chi Hatitia. Hatitia yhuaia được miêu tả năm 1997 * bởi Antonio D. Brescovit.